# Martha O’Driscoll
Martha O’Driscoll (* 4. März 1922 in Tulsa, Oklahoma, Vereinigte Staaten; † 3. November 1998 in Ocala, Florida, Vereinigte Staaten) war eine US-amerikanische Filmschauspielerin von 1937 bis 1947.

## Leben und Karriere

### Frühe Jahre
Martha O’Driscolls Mutter war Finanzpartnerin der Mar-Ken Professional Children’s School in Hollywood, Los Angeles. Die Direktorin der Schule, Frau Bessire, hatte einen Sohn, William Kent Bessire. Die beiden Frauen beschlossen, die Schule nach ihren Kindern zu benennen – Mar stammte von Martha und Ken aus Kent. Die Schule blieb bis Anfang der 1960er Jahre geöffnet.

### Karriere als Schauspielerin
O’Driscoll war in Gesang und Tanz ausgebildet und wurde vom Choreografen Hermes Pan in einer lokalen Theaterproduktion in Phoenix gesehen. Pan schlug ihrer Mutter vor, dass O’Driscoll in Filmen gut abschneiden könnte. Ihre Mutter und sie zogen 1935 nach Hollywood, aber Pan war nicht in der Stadt, also antworteten sie auf eine Anzeige für Tänzer. O’Driscoll erhielt eine Rolle in Collegiate (1935), einem Musical, in dem Betty Grable eine frühe Hauptrolle spielte.
O’Driscoll erhielt mehr sichtbare Rollen und begann, Produkte in Zeitschriftenanzeigen für Max Factor und Royal Crown Cola und viele andere zu bewerben. Diese Anzeigen bewarben auch ihre kommenden Bilder. Sie hatte weitere kleine Tanzrollen in Here Comes the Band, The Big Broadcast of 1936 und The Great Ziegfeld. Im letzten Fall wurde sie von einem Universal-Talentscout entdeckt, der für sie einen Probeaufnahmetermin und einen anschließenden Vertrag arrangierte. Ihre Rollen waren zunächst klein; In ihrem ersten Universal-Film She's Dangerous (1937) wurde ihr Name nicht genannt. In dem Deanna-Durbin -Film „Mad About Music“ (1937) wurde sie als „Pretty Girl“ bezeichnet. Ihr Gesicht erschien in Werbespots wie Charm-Kurl Supreme Cold Wave und Max Factor Hollywood Face Powder. Universal verlieh O’Driscoll an MGM für Rollen in „Das Geheimnis des Dr. Kildare“ (1939) und „ Richter Hardy und Sohn“ (1940) mit Mickey Rooney.
RKO gab O’Driscoll jedoch ihre ersten beiden Hauptrollen, als romantisches Interesse des Cowboys Tim Holt in Wagon Train (1940) und insbesondere als Daisy Mae in der ersten Verfilmung von Al Capps beliebtem Comicstrip Li’l Abner (1940), in dem auch Buster Keaton mitwirkte.
Paramount interessierte sich für die Schauspielerin und erhielt ihren Vertrag, indem sie sie zunächst als Dienstmädchen in Preston Sturges ‘ klassischer Komödie „The Lady Eve“ (1941) besetzte. Später trat sie in Cecil B. DeMilles „ Reap the Wild Wind“ (1942) auf. DeMille war zu sehr mit den Dreharbeiten beschäftigt, um im Grauman's Theater aufzutreten und seine Drucke für den Walk of Fame in Beton einzupflanzen, also brachten sie ihm stattdessen Beton in einer Form. O’Driscoll wurde in diesem Moment zusammen mit Hedda Hopper und Sid Grauman an seiner Seite fotografiert.
O’Driscoll erhielt daraufhin die Hauptrolle im B-Film Pacific Blackout (1942) mit Robert Preston in der Hauptrolle. Die Schauspielerin folgte mit einer Rolle in Young and Willing (1943). Das Studio verlieh sie zurück an Universal, das sie für Olsens und Johnsons „Crazy House“ (1943) besetzte, und dann an RKO für Richard Wallaces stilvollen Thriller „The Fallen Sparrow“ (1943) mit Maureen O’Hara.
In den frühen 1940er Jahren tourte O’Driscoll mit Errol Flynn und der USO und trat für die Truppen auf der ganzen Welt auf.
O’Driscoll spielte in fünf Filmen neben Noah Beery Jr. die Hauptrolle. Sie spielte auch in dem Kultklassiker „House of Dracula“ mit Lon Chaney Jr. und John Carradine ; und im Week-End Pass (beide 1945). Im darauffolgenden Jahr drehte sie ihren letzten Universal-Film „ Blonde Alibi“, in dem sie als Mädchen, das beweisen will, dass ihr Geliebter (Tom Neal) einen Mord begangen hat, große Erfolge feierte. Ihr letzter Film war Edgar G. Ulmers Carnegie Hall (1947).

### Persönliches Leben
Lieutenant Commander Richard D. Adams (US Navy) lernte O’Driscoll 1935 kennen, als er Zeit im Haus der O’Driscolls in Beverly Hills verbrachte. Sie heirateten am 18. September 1943 in Beverly Hills und trennten sich zehn Monate später. Im August 1944 gab Adams‘ Mutter gegenüber den Zeitungen bekannt, dass O’Driscoll die Absicht habe, sich von ihrem Sohn scheiden zu lassen. O’Driscoll gab ihre Absicht bekannt, sich im Januar 1945 scheiden zu lassen, aber aufgrund des Soldiers' and Sailors' Civil Relief Act von 1940 würde sich die Scheidung bis zum Ende des Krieges verzögern. Als Adams im März 1946 aus dem aktiven Dienst entlassen wurde, erhob er Einspruch gegen die Scheidung. Im März 1947 richtete O’Driscoll eine neue Residenz im Hotel El Rancho in Las Vegas, Nevada, ein, mit der Absicht, ein zweites Mal die Scheidung einzureichen. Am 18. Juli 1947 wurde O’Driscoll die Scheidung von Adams gewährt. Weniger als 48 Stunden später heiratete O’Driscoll den Navy-Veteranen und Chicagoer Geschäftsmann Arthur I. Appleton, den Präsidenten der von seinem Vater gegründeten Appleton Electric Company. Gleichzeitig gab sie ihre Absicht bekannt, sich als Schauspielerin zurückzuziehen. Das Paar hatte vier Kinder: James, John, Linda und William.
O’Driscoll diente als Beamter in Chicago ansässigen Organisationen wie der Sarah Siddons Society, dem Ways and Means Committee der Chicago Junior League und dem Women's Board der Chicago Boys' Clubs. Sie war außerdem Schatzmeisterin des World's Adoption International Fund. In den 1980er und 1990er Jahren war sie Gastrednerin auf zahlreichen Film-Nostalgie-Kongressen.
Die Appletons gründeten in Ocala, Florida, ein Pferdegestüt, Bridlewood. 1984 bauten und übernahmen die Appletons eine 138 Fuß lange Feadship-Yacht, auch Bridlewood genannt.
1984 baute das Paar zusammen mit Arthur Appletons Schwester Edith das Appleton Museum of Art in Ocala.
Nach ihrer Pensionierung verbrachten O’Driscoll und Appleton den Rest ihrer Jahre zwischen ihrem Zuhause in Chicago, der Bridlewood Farm, und ihrem Zuhause in Miami auf Indian Creek Island.
O’Driscoll starb am 3. November 1998 im Alter von 76 Jahren in Indian Creek Village, Florida.

## Filmografie (Auswahl)
- 1935: The Big Broadcast of 1936
- 1935: Der Untergang von Pompeji (The Last Days of Pompeii)
- 1935: Coronado
- 1936: Collegiate
- 1936: Three Cheers for Love
- 1936: The Big Broadcast of 1937
- 1937: She's Dangerous
- 1938: Mad About Music
- 1938: Girls' School
- 1939: Judge Hardy and Son
- 1940: Fashion Horizonts (Kurzfilm)
- 1940: Laddie
- 1940: Forty Little Mothers
- 1940: Wagon Train
- 1940: L'il Abner
- 1941: Die Falschspielerin (The Lady Eve)
- 1941: Her First Beau
- 1941: Pacific Blackout
- 1942: Youth on Parade
- 1942: My Heart Belongs to Daddy
- 1943: Young and Willing
- 1943: We've Never Been Licked
- 1943: The Fallen Sparrow
- 1943: Crazy House
- 1944: Follow the Boys
- 1944: Ghost Catchers
- 1944: Allergic to Love
- 1944: Hi, Beautiful
- 1945: Under Western Skies
- 1945: Her Lucky Night
- 1945: Shady Lady
- 1945: Draculas Haus (House of Dracula)
- 1946: Blonde Alibi
- 1946: Down Missouri Way
- 1946: Criminal Court
- 1947: Carnegie Hall